# Futbol a Kosovo

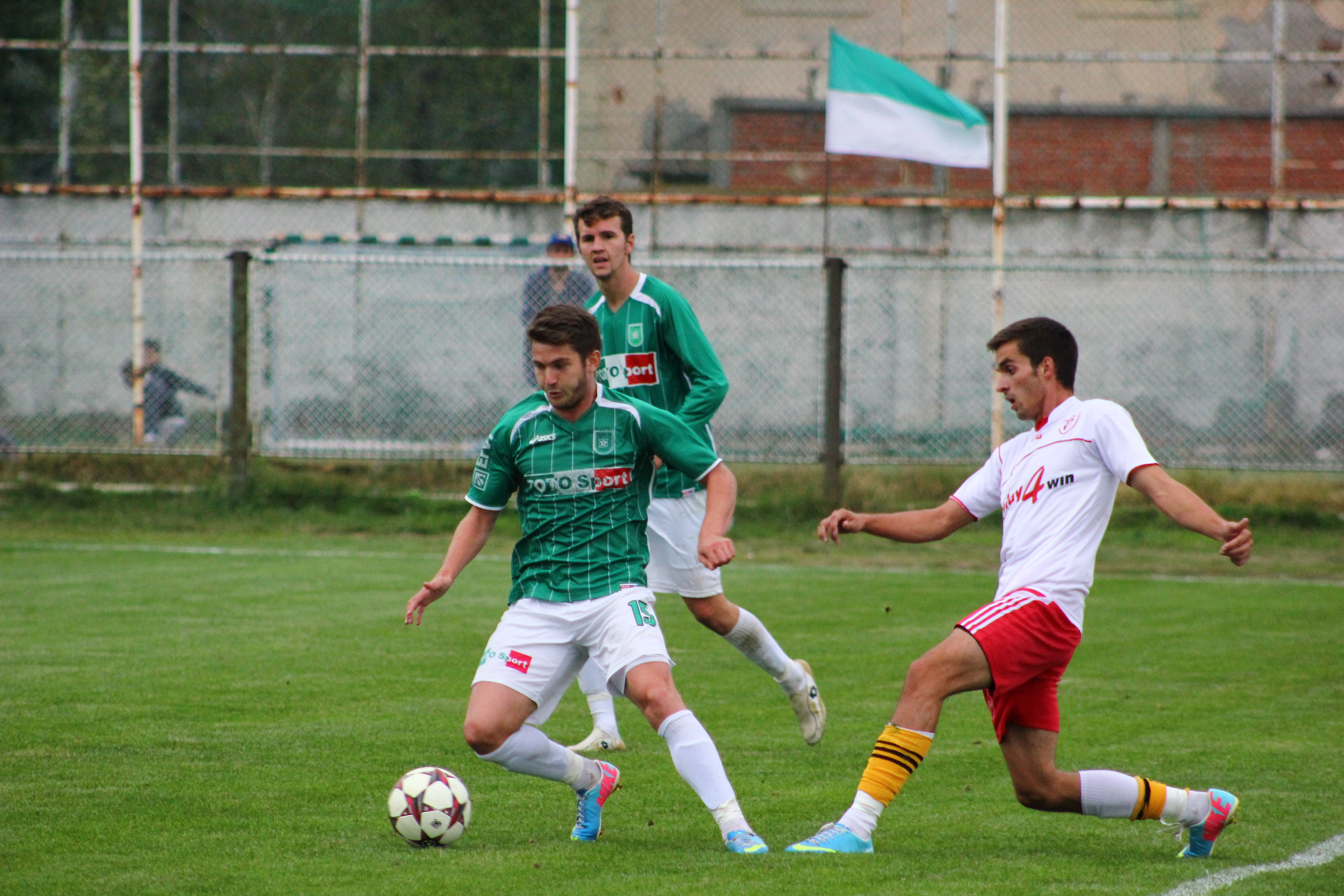
Partit de futbol a Kosovo.

El futbol a Kosovo es governat per la Federació de Futbol de Kosovo, que va ser creada el 1946, com una branca de la federació iugoslava. És l'esport més popular al país.
El 2008, Kosovo declarà la independència, però no fou fins 2016 que esdevingué membre de UEFA i FIFA.
Els primers clubs de Kosovo es van formar després de la Primera Guerra Mundial, KF Prishtina (1922), KF Ferizaj (1923), KF Vëllaznimi (1929).

## Competicions
Sistema de lliga a Kosovo i altres competicions:
| Nivell | Divisions                |
| ------ | ------------------------ |
| 1      | IPKO Superliga e Kosovës |
| 2      | Liga e Parë              |
| 3      | Segona Divisió - Grup A  |
| 4      | Segona Divisió - Grup B  |
| Altres | Copa de futbol de Kosovo |

## Principals clubs

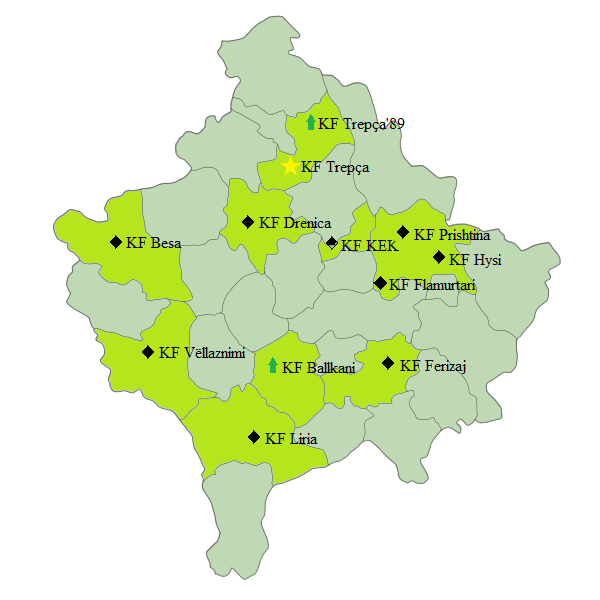
Mapa amb els principals clubs del país.

Clubs amb més títols nacionals:
- KF Prishtina
- KF Besa
- KF Trepça
- KF Feronikeli
- KF Drita

## Jugadors destacats
Dos jugadors albanokosovars van jugar a la Sèrie A italiana a la dècada de 1940:
- Riza Lushta
- Naim Krieziu

No obstant, la majoria de futbolistes nascuts a Kosovo, tant d'ètnia albanesa, sèrbia o gorani van representar la selecció de Iugoslàvia durant els anys posteriors a la Segona Guerra Mundial.
- Fahrudin Jusufi (gorani)
- Xhevat Prekazi (albanès)
- Fadil Vokrri (albanès)
- Agim Cana (albanès)
- Milutin Šoškić (serbi)
- Vladimir Durković (serbi)
- Nenad Stojković (serbi)
- Stevan Stojanović (serbi)
- Goran Đorović (serbi)

Després de la Guerra de Kosovo el 1999, molts jugadors albanokosovars decidiren emigrar i jugar per altres seleccions, com ara:
Albània
- Arjan Beqaj
- Etrit Berisha
- Lorik Cana
- Debatik Curri
- Armend Dallku
- Mehmet Dragusha
- Besnik Hasi

Finlàndia
- Mehmet Hetemaj
- Perparim Hetemaj
- Njazi Kuqi
- Shefki Kuqi

Montenegro
- Fatos Bećiraj
- Jovan Tanasijević

Noruega
- Ardian Gashi

Suècia
- Emir Bajrami
- Erton Fejzullahu

Suïssa
- Valon Behrami
- Albert Bunjaku
- Milaim Rama
- Xherdan Shaqiri
- Granit Xhaka

Turquia
- Xhevat Prekazi

Alemanya femenina
- Fatmire Alushi

## Principals estadis
- Estadi de Fadil Vokrri (Pristina)